# Чистякова, Валентина Яковлевна
Валентина Яковлевна Чистякова (23 февраля 1916, Калужская губерния, Российская империя — 3 февраля 1997, Москва, Российская Федерация) — советский хозяйственный, государственный и политический деятель, Герой Социалистического Труда, агроном-семеновод, завотделом сельского хозяйства исполкома, секретарь Кунцевского, Первый секретарь Звенигородского и Одинцовского районных и городских комитетов КПСС в Московской области — в разное время возглавляла город Одинцово и Одинцовский район, город Звенигород и Звенигородский район в Московской.области.
Была членом Московского областного комитета КПСС (МК КПСС), делегатом Съездов КПСС.

## Биография
Родилась в семье агронома в 1916 году в Калужской губернии, на землях впоследствии сформировавших Сухиничский район Калужской области.
В 1935 году окончила Битцевский сельскохозяйственный техникум селекции и семеноводства зерновых культур в Московской области (Знаменское-Садки).
Член ВКП(б)-КПСС с 1934 года. С 1935 года — на хозяйственной, общественной и политической работе.
С 1935 по 1954 год — заведующая контрольно-семенной станцией, далее агроном-семеновод, а после войны стала заведующая отделом сельского хозяйства исполнительного комитета Кунцевского районного Совета в Московской области.
С 1954 по 1960 год — секретарь Кунцевского районного и городского комитета КПСС в Московской области.
С 1960 по 1965 год — Первый секретарь Звенигородского районного и городского комитета КПСС в Московской области.
С 1965 по 1983 год — Первый секретарь Одинцовского районного и городского комитета КПСС в Московской области.
В 1983 году вышла на пенсию. Умерла в Москве в 1997 году.

## Награды
Указом Президиума Верховного Совета СССР от 22 марта 1966 года удостоена звания Героя Социалистического Труда с вручением золотой медали «Серп и Молот» и ордена Ленина.
Трижды награждалась орденами Трудового Красного Знамени (30 января 1957, 8 апреля 1971, 11 декабря 1973).
Награждена орденом Дружбы народов (13 апреля 1981), медалями.
Почётный гражданин города Одинцово.

## Память
В городе Одинцово улица Чистяковой в микрорайонах Кутузовский и Новая Трехгорка названа в честь Валентины Яковлевны, и близ здания администрации у центральной площади Одинцово установлен её бронзовый бюст.